# يانصيب الأرض
يانصيب الأراضي هي طريقة استخدِمت لتخصيص ملكية أرض ما أو حق الإقامة فيها عن طريق القرعة.
بعض الأمثلة على أراضٍ أُعيد توزيعها بالقرعة :
- منح سيدنا موسى أرض الميعاد وخصصها لبني إسرائيل بالقرعة، كما هو منصوص عليه في (سفر العدد 26:55 و 33:54 )ونفذ من قبل  يشوع.( سفر يشوع 13: 6).
- عُقدت يانصيب أرض جورجيا بين عامي 1805 و 1833
- تخصيص الأرض في محمية كيوا كومانتش وأباتشي السابقة في إقليم أوكلاهوما في 6 أغسطس 1901. [
- تخصيص الأراضي المستصلحة في بحيرة تولي في كاليفورنيا للجنود اللذين عادوا  بعد الحرب العالمية الثانية. يُذكر أن أسماء الأشخاص المحتملين للسكن فيها كانت مأخوذة تحت ضغط كبير، ذلك لأن عدد المتقدمين كان أكبر من عدد المساكن المتاحة.